# 富士山の火山防災対策
富士山の火山防災対策（ふじさんのかざんぼうさいたいさく）は、将来予想される富士山の噴火に際してその被害を最小限に抑え、迅速適切な復旧作業を行うよう国が主導して行っている、調査・対策・検討などの活動。富士山は約300年の間噴火していなかったため、桜島や十勝岳などの活発な火山と比較すると災害対策は進んでいなかった。2000年以前は、富士山の火山活動については東京大学や気象庁などが独自に研究調査を行っている状態であった。しかしこの年に富士山の地下で頻発した低周波地震をきっかけに富士山の噴火が真剣に検討されるようになり、2001年7月11日に内閣府の防災担当が主導する富士山火山防災協議会が発足した。富士山が噴火した場合、その影響範囲が広域にわたるため、火山の災害対策としては今までになかった広範囲の災害対策の検討が始まった。

## 火山災害の対策
一般的に災害対策は、災害の内容をできるだけ正しく詳細に予測し、その災害による被害を最小限に抑えるよう検討を行い、その地域の住民や観光客などに正しく周知させることが必要である。また関係機関においては想定される災害に対する避難訓練や災害対策訓練を行って万が一に備えると同時に、訓練を通じて災害対策の不備を確認し改善を行うことが重要である。他の火山で行われている対策について解説する。

### 噴火時期の予測
大規模な火山の噴火の前には火山性微動、群発地震、地形の変化などの前兆現象がある。2000年に発生した有珠山と三宅島の噴火では、観測された群発地震の分析によって噴火が近いことを予期し、事前に住民を避難させて噴火による人的被害をゼロにできた。

### 噴火による被害の予測
十勝岳は1926年の噴火で大量の融雪を伴った大規模な火山泥流を起こし、麓の上富良野村を埋めて死者・行方不明者144人という大きな被害を出した。十勝岳はその後も小規模な噴火を繰り返しており、周辺の自治体では噴火による泥流災害の予測が必要と判断した。被害を想定した地図（ハザードマップ）は全国に先駆け1986年に上富良野村、翌年に美瑛町で作成された。

### 災害対策の検討
十勝岳では噴火予知に必要な地震計の整備を行うと同時に、噴火後の泥流の発生を知らせる「ワイヤセンサー」や「振動センサー」の設置を行い、災害の早期把握に努めている。泥流の流路となる美瑛川や富良野川には多数の砂防ダムが設けられている。また火口の北6kmにある白金温泉には、緊急避難先である「火山砂防情報センター」との間に避難橋や避難階段が整備され万が一に備えている。

### 住民や観光客への周知
災害対策の内容は、災害発生時に通達していては間に合わない。そこで、作成されたハザードマップは周辺住民に配布され、説明会が行われる。また旅館やホテルなどの宿泊施設では、緊急時の避難先などが宿泊客の目に付きやすい場所に掲示され、パンフレットとして配布されるなどが実施されている。

## 富士山火山防災協議会
富士山は地質学的には若い活火山であるが、1707年の宝永大噴火以来目だった火山活動を行っていない。そのため、富士山周辺地域の噴火に対する意識や災害対策は、上記の有珠山や十勝岳に比べて低いレベルにあった。しかし2000年には有珠山と三宅島が相次いで噴火し、2000年後半からは富士山の直下で低周波地震の増加が観測されるなど、富士山の噴火についての議論が活発になってきた。富士山の特徴として日本最大の火山であること、過去大きな規模の噴火を起こしていること、噴火の影響が首都圏に及ぶ可能性があることが挙げられる。十勝岳や有珠山では地方自治体のレベルで災害対策が行われたが、富士山の噴火の影響は複数の都県にまたがることが予想されるので、国が主導する形で富士山火山防災協議会が2001年に発足した。

### 協議会に参加している組織
国の7組織、4都県、14市町村が参加している。地方自治体では富士山周辺のみならず東京都が参加しているのも富士山噴火の影響の大きさを示している。
- 国の組織
  - 内閣府（防災担当）、総務省（消防庁）、国土交通省（河川局）、気象庁、関東地方整備局、中部地方整備局、東京管区気象台
- 都県
  - 東京都、神奈川県、山梨県、静岡県
- 市町村
  - 小田原市、秦野市、南足柄市、山北町、箱根町、富士吉田市、山中湖村、富士河口湖町、鳴沢村、富士宮市、富士市、御殿場市、裾野市、小山町

### 協議会の活動内容
富士山火山防災協議会は、災害対策の総元締めとしての位置にあり、その活動内容は多岐にわたっている。代表的な仕事を下記に列記する。
- 富士火山防災マップの作成。いわゆるハザードマップの作成である。実際の作成作業は学識経験者や研究者による富士山ハザードマップ検討委員会が行い、2002年6月に中間報告、2004年6月に報告書が提出された。
- 広域的な災害対策の検討。ハザードマップで予想される災害に対して各地方自治体レベルを超えた災害対策を検討する。この目的のために富士山火山広域防災対策検討会が結成され2005年7月に報告書が出された。この報告書では避難策や広域連携体制が定められ、住民等への情報伝達、各種応急・復旧活動の指針を作った。
- 各種災害対策への反映。
- 富士火山防災マップの周知。例えば協議会に参加している富士北麗地域の7市町村は2004年9月に富士山ハザードマップの地元説明会を開催し、2006年4月に富士山火山防災避難マップを全戸配布したうえで住民向け説明会を実施した。

## 噴火時期の予想
小規模な爆発（例えば2006年3月の雌阿寒岳の噴火）を除けば、火山の噴火は地震と異なり、明らかな前兆現象が確認されることが多い。最近では2000年の三宅島や有珠山の噴火に際し、地震動などのデータから噴火を予知している。富士山の火山活動については、2001年7月に文部科学省測地学分科会が「当面の富士山の観測研究の強化について」という指針を出した。その中で各種研究機関に観測・調査を指示して、富士山の噴火を予知できるよう検討している。
- 気象庁：地震観測
- 国土地理院：GPS観測等による富士山の変化
- 大学：各大学の機器資材を利用しての観測
- 防災科学研究所：富士山の表面および地下（観測井）のデータ収集と研究
- 通信総合研究所：合成開口レーダーによる富士山地形の観測
- 産業技術総合研究所地質調査総合センター：地質調査

## ハザードマップで想定された火山被害

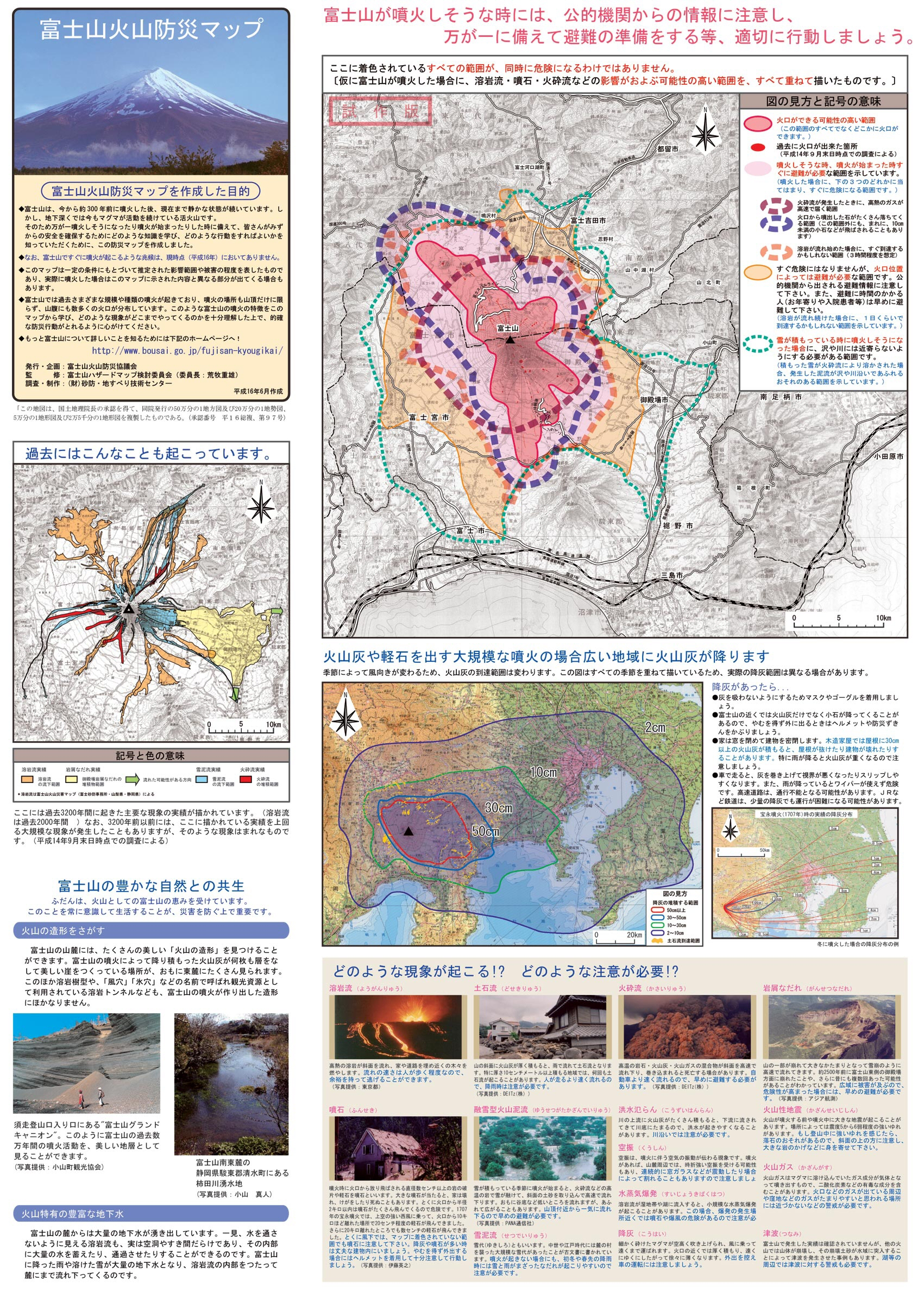
富士山火山防災マップ（出典：富士山防災協議会）。左列の真ん中は過去溶岩流や岩屑なだれの発生した場所、右列の大きな図は想定被害範囲で濃いピンクの部分が火口が出来る可能性のある範囲、薄いピンクの部分は噴火が起こる前に緊急避難すべき範囲である。

ハザードマップの検討では過去3200年間の富士山の噴火活動を調査し、現在においてその噴火が起こった場合どのような影響が生じるか検討された。また、最近の富士山は山頂火口から噴火することは少なく、火口形成が予想される範囲も広域にわたっている。噴火のタイプも様々で、直近の宝永大噴火は火山灰とスコリアなどが主体で溶岩の流出はなかったが、平安時代には大量の溶岩を噴出した貞観噴火が起こっている。

### 溶岩流
溶岩流は火口から下に向けて流れるので、火口が形成された位置の麓側が避難の対象となる。富士山の溶岩流速度は時速数kmとされており、避難は可能。

### 火砕流
歴史的には火砕流の記録は無いが、一連の調査により過去発生していたことが判明した。一般に火砕流の速度は時速100kmに達するが、富士山では発生範囲が山頂周辺の約10kmに限られており、噴火の事前予知ができれば避難は可能。

### 火山灰
宝永大噴火規模の噴火が起こった場合、火山灰は神奈川県や東京都に降り積もる。大量の降灰は農産物を枯れ死させ、鉄道や道路が使えなくなり、健康を害し、首都圏の機能を麻痺させる可能性がある。
その他、融雪型火山泥流、噴石、土石流などの発生が想定されている。

## 参考図書
- 『活火山富士―大自然の恵みと災害』読売新聞特別取材班+小山真人ほか 中央公論新社（中公新書ラクレ） ISBN 4121500962